# Fausto Pari
Fausto Pari (Savignano sul Rubicone, 15 settembre 1962) è un dirigente sportivo ed ex calciatore italiano, di ruolo centrocampista.

## Caratteristiche tecniche
Impiegato prevalentemente come mediano con compiti di copertura, ha giocato anche come terzino e sul finire di carriera come libero.

## Carriera

### Giocatore

#### Club

Pari (a sinistra) in maglia sampdoriana nel 1990, in contrasto sul napoletano Maradona.

Debutta sedicenne nel Bellaria, militante in Serie D. Nel 1979 passa all'Inter, con cui esordisce in Serie A, il 22 marzo 1981 contro la Pistoiese. Quella partita rimane l'unica in nerazzurro: nell'estate 1981 scende in Serie C1, al Parma. Rimane in Emilia per due stagioni (la prima in prestito, la seconda a titolo definitivo), segnalandosi in una squadra ricca di giovani, e nel 1983 si trasferisce di nuovo in Serie A, alla Sampdoria, nonostante voci di corridoio lo accasavano al Verona..
Con la squadra ligure vive gli anni migliori della presidenza di Paolo Mantovani, conquistando da titolare lo scudetto del 1990-1991, tre Coppe Italia e una Coppa delle Coppe. In blucerchiato disputa oltre 400 partite tra campionato e coppe, nel ruolo di cursore di centrocampo agli ordini di Renzo Ulivieri, Eugenio Bersellini e Vujadin Boškov. Nel 1992, a 30 anni, accetta l'offerta del Napoli, dove rimane per quattro stagioni. Nel campionato 1993-1994 viene escluso dalla rosa per motivi legati all'ingaggio fino a marzo 1994, prima di essere reintegrato. Rimane al Napoli fino al 1996, ricoprendo anche il ruolo di capitano; in seguito passa al Piacenza, con cui conquista una salvezza allo spareggio contro il Cagliari e disputa la sua ultima stagione nella massima serie. A fine stagione non trova l'accordo con la società emiliana per il rinnovo del contratto.
Chiude la carriera vestendo le maglie di SPAL (con cui conquista la promozione in Serie C1, nuovamente da capitano) e Modena, portato da Paolo Borea con cui aveva già lavorato a Genova.
In carriera ha totalizzato complessivamente 384 presenze e 7 reti in Serie A, fatto che lo colloca attualmente fra i primi 100 calciatori per numero di presenze in Serie A.

#### Nazionale
Vanta due presenze con l'Italia under 21 e la partecipazione al Campionato europeo di calcio Under-21 1984, oltre ad una convocazione in Nazionale maggiore nel novembre 1991, senza però scendere in campo.

### Dirigente
Subito dopo il ritiro, nel 2000 diventa direttore sportivo del Brescello, mentre nel 2002 comincia la collaborazione con Arrigo Sacchi allora direttore tecnico del Parma rivestendo anche il ruolo di capo degli osservatori fino al 2003.
La stagione successiva passa come osservatore alla Sampdoria per una sola stagione, al termine della quale passa al Bari in qualità di direttore sportivo dove rimane per tre stagioni. Ricopre il ruolo di direttore sportivo anche allo Spezia (per pochi mesi) e dal 1º luglio 2009 al Modena, lasciando l'incarico il 30 giugno 2012.

## Statistiche

### Presenze e reti nei club
| Stagione         | Squadra          | Campionato       | Campionato | Campionato | Coppe nazionali | Coppe nazionali | Coppe nazionali | Coppe continentali | Coppe continentali | Coppe continentali | Altre coppe | Altre coppe | Altre coppe | Totale | Totale |
| Stagione         | Squadra          | Comp             | Pres       | Reti       | Comp            | Pres            | Reti            | Comp               | Pres               | Reti               | Comp        | Pres        | Reti        | Pres   | Reti   |
| ---------------- | ---------------- | ---------------- | ---------- | ---------- | --------------- | --------------- | --------------- | ------------------ | ------------------ | ------------------ | ----------- | ----------- | ----------- | ------ | ------ |
| 1978-1979        | Bellaria         | D                | 27         | 4          | ?               | ?               | ?               | -                  | -                  | -                  | -           | -           | -           | 27     | 4      |
| 1979-1980        | Inter            | A                | 0          | 0          | CI              | 0               | 0               | CU                 | 0                  | 0                  | -           | -           | -           | -      | -      |
| 1980-1981        | Inter            | A                | 1          | 0          | CI              | 0               | 0               | CC                 | 0                  | 0                  | TC          | 0           | 0           | 1      | 0      |
| Totale Inter     | Totale Inter     | Totale Inter     | 1          | 0          |                 | 0               | 0               |                    | 0                  | 0                  |             | 0           | 0           | 1      | 0      |
| 1981-1982        | Parma            | C1               | 32         | 3          | CI-C            | ?               | ?               | -                  | -                  | -                  | -           | -           | -           | 32+    | 3+     |
| 1982-1983        | Parma            | C1               | 32         | 2          | CI-C            | ?               | ?               | -                  | -                  | -                  | -           | -           | -           | 32+    | 2+     |
| Totale Parma     | Totale Parma     | Totale Parma     | 64         | 5          |                 | ?               | ?               |                    | -                  | -                  |             | -           | -           | 64+    | 5+     |
| 1983-1984        | Sampdoria        | A                | 29         | 2          | CI              | 9               | 1               | -                  | -                  | -                  | -           | -           | -           | 38     | 3      |
| 1984-1985        | Sampdoria        | A                | 29         | 0          | CI              | 13              | 2               | -                  | -                  | -                  | -           | -           | -           | 42     | 2      |
| 1985-1986        | Sampdoria        | A                | 29         | 1          | CI              | 13              | 0               | CdC                | 4                  | 0                  | -           | -           | -           | 46     | 1      |
| 1986-1987        | Sampdoria        | A                | 27+1       | 0          | CI              | 3               | 0               | -                  | -                  | -                  | -           | -           | -           | 31     | 0      |
| 1987-1988        | Sampdoria        | A                | 30         | 1          | CI              | 12              | 1               | -                  | -                  | -                  | -           | -           | -           | 42     | 2      |
| 1988-1989        | Sampdoria        | A                | 30         | 1          | CI              | 13              | 0               | CdC                | 9                  | 0                  | SI          | 1           | 0           | 53     | 1      |
| 1989-1990        | Sampdoria        | A                | 33         | 0          | CI              | 4               | 0               | CdC                | 9                  | 0                  | SI          | 1           | 0           | 47     | 0      |
| 1990-1991        | Sampdoria        | A                | 33         | 0          | CI              | 10              | 0               | CdC                | 6                  | 0                  | SU          | 2           | 0           | 51     | 0      |
| 1991-1992        | Sampdoria        | A                | 32         | 2          | CI              | 7               | 3               | CC                 | 11                 | 0                  | SI          | 1           | 0           | 51     | 5      |
| Totale Sampdoria | Totale Sampdoria | Totale Sampdoria | 272+1      | 7          |                 | 84              | 7               |                    | 39                 | 0                  |             | 5           | 0           | 401    | 14     |
| 1992-1993        | Napoli           | A                | 13         | 0          | CI              | 3               | 0               | CU                 | 4                  | 0                  | -           | -           | -           | 20     | 0      |
| 1993-1994        | Napoli           | A                | 5          | 0          | CI              | -               | -               | -                  | -                  | -                  | -           | -           | -           | 5      | 0      |
| 1994-1995        | Napoli           | A                | 32         | 0          | CI              | 5               | 1               | CU                 | 6                  | 0                  | -           | -           | -           | 43     | 1      |
| 1995-1996        | Napoli           | A                | 31         | 0          | CI              | 1               | 0               | -                  | -                  | -                  | -           | -           | -           | 32     | 0      |
| Totale Napoli    | Totale Napoli    | Totale Napoli    | 81         | 0          |                 | 9               | 1               |                    | 10                 | 0                  |             | -           | -           | 100    | 1      |
| 1996-1997        | Piacenza         | A                | 30+1       | 0          | CI              | 1               | 0               | -                  | -                  | -                  | -           | -           | -           | 32     | 0      |
| 1997-1998        | S.P.A.L.         | C2               | 33         | 1          | CI-C            | ?               | ?               | -                  | -                  | -                  | -           | -           | -           | 33+    | 1+     |
| 1998-1999        | Modena           | C1               | 33+2       | 1+0        | CI-C            | ?               | ?               | -                  | -                  | -                  | -           | -           | -           | 36+    | 1+     |
| 1999-2000        | Modena           | C1               | 31         | 0          | CI-C            | ?               | ?               | -                  | -                  | -                  | -           | -           | -           | 31+    | 0+     |
| Totale Modena    | Totale Modena    | Totale Modena    | 64+2       | 1          |                 | ?               | ?               |                    | -                  | -                  |             | -           | -           | 66+    | 1      |
| Totale carriera  | Totale carriera  | Totale carriera  | 576        | 18         |                 | 94+             | 8+              |                    | 49                 | 0                  |             | 5           | 0           | 724+   | 26+    |

## Palmarès

### Club

#### Competizioni nazionali

Pari, Gianluca Vialli e Moreno Mannini festeggiano la vittoria dello scudetto 1990-1991 con la Sampdoria.

- Campionato italiano: 2

Inter: 1979-1980
Sampdoria: 1990-1991
- Coppa Italia: 3

Sampdoria: 1984-1985, 1987-1988, 1988-1989
- Supercoppa italiana: 1

Sampdoria: 1991
- Campionato italiano Serie C2: 1

SPAL: 1997-1998 (girone B)

#### Competizioni internazionali
- Coppa delle Coppe: 1

Sampdoria: 1989-1990